# تیپ ۳۷ حضرت عباس

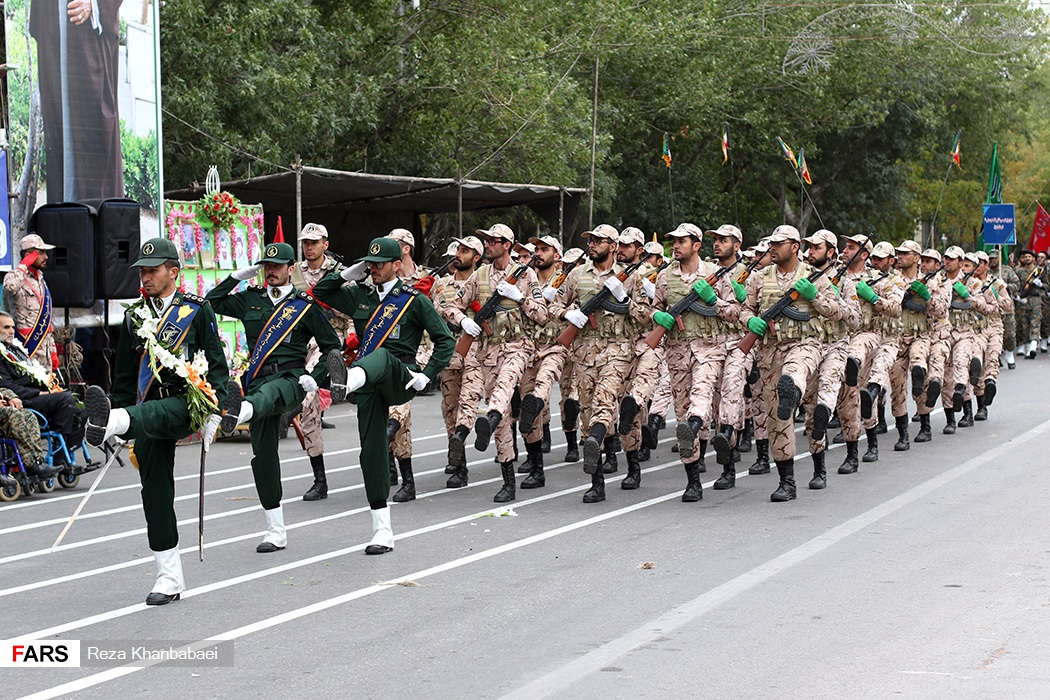
رژه نیروهای تیپ ۳۷ حضرت‌عباس به‌مناسبت سالگرد جنگ ایران و عراق در سال ۱۳۹۸، اردبیل

تیپ عملیاتی مردم‌پایهٔ ۳۷ حضرت عباس یا به اختصار تیپ ۳۷ حضرت عباس از تیپ‌های پیاده نیروی زمینی سپاه پاسداران انقلاب اسلامی است، که ستاد فرماندهی و پادگان آن در شهر اردبیل مستقر می‌باشد. پیشینه شکل‌گیری این یگان به سال ۱۳۶۵ در خلال جنگ ایران و عراق بازمی‌گردد.  هم‌اکنون سرتیپ‌دوم پاسدار سیدعلی تدین فرماندهی تیپ ۳۷ حضرت‌عباس اردبیل را برعهده دارد.